# George Franklin Huff

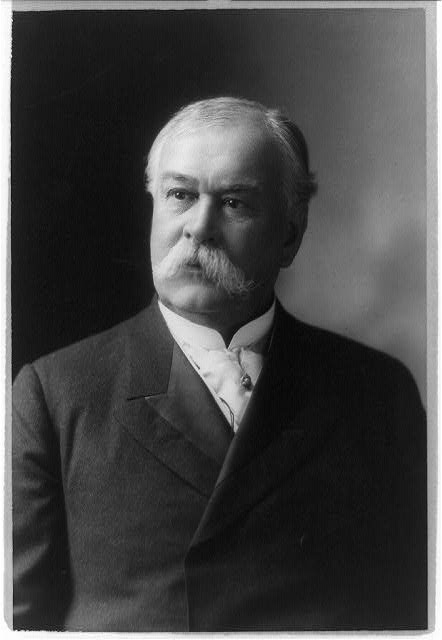
George Franklin Huff

George Franklin Huff (* 16. Juli 1842 in Norristown, Pennsylvania; † 18. April 1912 in Washington, D.C.) war ein US-amerikanischer Politiker. Zwischen 1891 und 1911 vertrat er mehrfach den Bundesstaat Pennsylvania im US-Repräsentantenhaus.

## Werdegang
George Huff besuchte die öffentlichen Schulen Middletown und später in Altoona. Im Alter von 18 Jahren begann er in Altoona für die Pennsylvania Railroad zu arbeiten. 1867 zog er in das Westmoreland County, wo er in Greensburg im Bankgewerbe tätig wurde. Später engagierte er sich im westlichen Teil seines Heimatstaates in der Industrie und im Bergbau. Politisch schloss er sich der Republikanischen Partei an. Im Juni 1880 nahm er als Delegierter an der Republican National Convention in Chicago teil, auf der James A. Garfield als Präsidentschaftskandidat nominiert wurde. Zwischen 1884 und 1888 saß er im Senat von Pennsylvania.
Bei den Kongresswahlen des Jahres 1890 wurde Huff im 21. Wahlbezirk von Pennsylvania in das US-Repräsentantenhaus in Washington gewählt, wo er am 4. März 1891 die Nachfolge von Samuel Alfred Craig antrat. Bis zum 3. März 1893 konnte er eine Legislaturperiode im Kongress absolvieren. Bei den Wahlen des Jahres 1894 wurde Huff im staatsweiten 29. Distrikt von Pennsylvania erneut in den Kongress gewählt, wo er am 4. März 1895 Alexander McDowell ablöste. Da er im Jahr 1896 auf eine weitere Kandidatur verzichtete, konnte er bis zum 3. März 1897 wieder nur eine Legislaturperiode im US-Repräsentantenhaus verbringen.
Bei den Wahlen des Jahres 1902 wurde Huff im 22. Bezirk Pennsylvanias als Nachfolger von John Dalzell erneut in den Kongress gewählt. Nach drei Wiederwahlen konnte er dort zwischen dem 4. März 1903 und dem 3. März 1911 drei weitere Amtszeiten absolvieren. Seit 1907 war er Vorsitzender des Bergbauausschusses. Im Jahr 1910 verzichtete er auf eine weitere Kandidatur.
Nach seiner Zeit im US-Repräsentantenhaus ist George Huff politisch nicht mehr in Erscheinung getreten. Er starb am 18. April 1912 in der Bundeshauptstadt Washington. Huff war seit 1871 mit Henrietta Burrell verheiratet, mit der er acht Kinder hatte. Er war außerdem Mitglied des elitären South Fork Fishing and Hunting Club, dem zahlreiche prominente Millionäre aus Pennsylvania angehörten. Diesem Club gehörten der South Fork Dam und der dazugehörige Stausee, der im Jahr 1889 brach und eine Flutkatastrophe mit vielen Toten auslöste.